# Epipedobates narinensis
Epipedobates narinensis (лат.) — вид бесхвостых земноводных из рода Epipedobates. Маловероятно, что Epipedobates narinensis имеет мощные токсины.

## Описание
Видовое название было дано в честь департамента Нариньо. Мелкий вид Epipedobates, самцы размером 15,3-16,9 мм в длину, длина самки неизвестна; I палец значительно длиннее II; опух III палец; базальные перепонки имеются на пальцах II—III—IV; плюсневая складка отсутствует; спинная кожа мелкозернистая; окраска спины при жизни темно-зеленая; бледная слабо выраженная косая боковая полоса; тонкая вентролатеральная полоса и медиальная продольная полоса на горле, брюшко испещрено пятнами и/или темными сетками.
Ширина головы составляет 32,5-35,3 % SVL и 88,8-96,5 % длины головы. Рыло наклонено и слегка выступает над нижней челюстью при виде сбоку и слабо закруглено при виде сверху. Ноздри направлены дорсолатерально, дорсально не видны. Барабанная полость средних размеров, составляет 32,6—47,6 % диаметра глаза; барабанное кольцо скрыто позадидорсально; барабанная складка отсутствует; canthus rostralis слабо выражен; от прямой до слабо вогнутой лореальной области, наклоненной к верхней губе. Относительная длина пальцев III>I>II>IV; I палец значительно длиннее II (128,3-134,8 % II пальца, в среднем 130,8 %); опух III палец; палец IV доходит до середины дистального подсуставного бугорка III пальца (хотя у некоторых экземпляров доходит только до края дистального подсуставного бугорка III пальца); ладонный бугорок одиночный, большой, округлый, выпуклый; бугорок тенара выступающий, удлиненный, расположен у наружного края основания большого пальца; один хорошо выраженный подсуставной бугорок на I и II пальцах и два подсуставных бугорка на III и IV пальцах, дистальный бугорок слабо выражен и менее выпуклый; на пальцах нет перепонок; сверхкомплектный бугорок отсутствует. Относительная длина пальцев IV>III>V>II>I; пальцы I—IV несут тонкие кожные выступы; перепонки имеются на пальцах II-III-IV, с формулой перепонок II 2-3,5 III 3-4 IV; внутренний плюсневой бугорок удлиненный, примерно в 1,5—2 раза больше закругленного наружного плюсневого бугорка; лишние подошвенные бугорки отсутствуют; подсуставные бугорки выражены, по одному на I и II пальцах, по два на III и V пальцах, по три на IV пальце; предплюсневый киль выступающий, изогнутый внутрь, не отходящий от внутреннего плюсневого бугорка. Кожа головы, век и тела на спине от мелкозернистой до гладкой, кожа на вентральной стороне от гладкой до слегка зернистой. Метатарзальная складка отсутствует. Пострикальные бугорки отсутствуют, клоакальные бугорки отсутствуют. У самцов оба семенника обычно имеют умеренно черный пигмент, у некоторых экземпляров правый семенник белый, а левый умеренно пигментированный, а у некоторых оба семенника белые.

### Окраска в жизни
Взрослые самцы имеют темно-зеленую спину с черными боками, слабую плохо очерченную ярко-зеленую косую боковую линию, идущую от паха до середины тела, и вентролатеральную линию от светло-зеленого до сине-зеленого цвета, идущую от паха к губе; подмышечная впадина и передняя поверхность бедра окрашены в светло-зеленый цвет; кончики пальцев от светло-зеленого до сине-зеленого; брюшная полость светло-зеленая, испещренная пятнами и/или сеточками; горловая область зеленая со светлой полосой посередине и с двумя черными полосами.

### Окраска в этаноле
Спинка от черной до темно-коричневой; брюшная полость от серого до кремового цвета с черными или темно-коричневыми пятнами и/или округлыми сетчатыми узорами, очень тонкая серая косая боковая линия на бедре и в паху, достигающая только 1/4 длины тела, очень слабая непрерывная серая вентролатеральная линия, наиболее заметная на верхней губе до подмышечной впадины, горло с полосой посередине, темные пятна на груди, которые могут быть соединены между собой.

### Различия с другими видами
Epipedobates narinensis разделяет с Epipedobates boulengeri и Epipedobates espinosai наличие медиальной продольной полосы на подбородке, но его можно отличить по тому, что I палец намного длиннее, чем II (128,3-134,8 %, в среднем 130,8 %), по сравнению с I пальцем немного. длиннее (110,8 %), чем II палец у Epipedobates boulengeri и Epipedpbates espinosai. Кроме того, Epipedobates narinensis можно отличить от Epipedobates boulengeri и Epipedobates espinosai по окраске при жизни и после фиксации: при жизни Epipedobates narinensis темно-зеленый со светло-зелеными вентролатеральными и боковыми косыми линиями, тогда как Epipedobates boulengeri имеет цвет от коричневого до красноватого. — коричневый с красными, желтыми или белыми вентролатеральными и латеральными косыми линиями, а Epipedobates espinosai красный с бирюзовыми латеральными косыми линиями и прерывистой вентролатеральной линией. Сохранившийся Epipedobates narinensis имеет спинку от черной до темно-коричневой, боковая косая линия слабо видна, а серая брюшная полость испещрена черными пятнами, в то время как Epipedobates boulengeri имеет коричневую спинку с темно-коричневыми боками, вентролатеральные и боковые косые линии четко видны. , и кремовая или белая брюшная полость с темными пятнами, а Epipedobates espinosai имеет коричневую спинку и кремовую брюшную полость с темно-коричневыми пятнами. Хотя исследовался только очень молодой головастик (стадия 25), можно отличить личинок Epipedobates narinensis по различиям в спинном плавнике: у Epipedobates narinensis спинной плавник поднимается через ⅓ длины хвоста, а у Epipedobates espinosai плавник возникает на стыке тела и хвоста. Еще один вид, который потенциально можно спутать с Epipedobates narinensis, — это Ranitomeya viridis, небольшой зеленый вид. Однако Ranitomeya viridis мельче, у него I палец намного короче II, отсутствуют перепонки на пальцах II-III-IV, цвет металлически-зеленый без рисунка линий и отсутствует медиальная продольная полоса на горле.

### Головастики
Головастики: на стадии 25 общая длина составляет 8,2 мм, а длина тела — 3,2 мм, что соответствует 39 % от общей длины. Тело яйцевидное и вдавленное; ширина среднего тела 2,2 мм. Рыло округлое при взгляде сверху и сбоку. Ноздри маленькие, круглые, направлены вперед-назад. Система боковой линии не очевидна. Задняя надглазничная и лореальная линии едва заметны на правой стороне тела. Дыхальца левосторонние, плохо заметные, расположены примерно на 56 % длины тела (от конца рострума). Клоакальная трубка свободная, затем направлена немного вправо. Длина хвоста 5,0 мм, 61 % общей длины, мышечный поток постепенно сужается к дистальному краю; ширина хвоста в месте соединения с телом 0,8 мм, высота хвостовой мускулатуры в месте соединения хвоста с телом 1,2 мм; максимальная высота 1,5 мм; хвостовой плавник возвышается на 1,7 мм от тела (примерно 34 % длины хвоста), где резко поднимается к дистальной части хвоста. Ротовой диск расположен вентрально и имеет выемку. Зубная формула 2/3.
Передняя часть тела сверху коричневая со светло-кремовыми пятнами; заглазничная область до места соединения хвоста кремовая с темно-коричневыми пятнами, среднедорсальная область соединения хвоста с телом темно-коричневая; крем для кишечника; светло-кремовый снизу с кофейными пятнами неправильной формы; кремовая область кишечника, окрашенная кофейными пятнами по бокам; кремовый хвост с темно-коричневыми пятнами, которые могут в меньшей степени распространяться на плавники; глаз черный, зрачок серый.

## Биология
Epipedobates narinensis встречается в низменностях юго-западной части Тихого океана в Колумбии, в департаментах Нариньо, Каука и Валье-дель-Каука. Этот вид в основном обитает во влажных низинных тропических лесах, встречающихся от уровня моря до 1460 м над уровнем моря. Он также был связан с более открытыми местами обитания, такими как плантации масличных пальм и местообитания с преобладанием кустарников. Этот вид, по-видимому, ведет дневной и наземный образ жизни, при этом большинство особей активны в опавших листьях в дневное время. Рацион Epipedobates narinensis не изучался, но, скорее всего, он похож на рацион Epipedobates boulengeri в Эквадоре, у взрослых особей которого есть универсальный рацион, состоящий из различных насекомых и их личинок. Большинство видов Epipedobates имеют апосематическую окраску и токсичную кожу. Однако кожа Epipedobates narinensis не может быть вредной для хищников, поскольку исследование токсичности у Dendrobatidae не выявило алкалоидов в коже близкородственных Epipedobates boulengeri.

### Размножение
Зарегистрированы крики самцов с марта по август. Мужской рекламный звонок классифицируется как «щебетание», состоящее максимум из трех групп нот, разделенных короткими интервалами, и длится менее 2 секунд. По сравнению с Epipedobates narinensis крики Epipedobates boulengeri намного длиннее и содержат больше нот. Яйца откладывают на землю, а самцы несут личинок на спине. Было замечено, что самцы переносят 2 или 3 головастика за раз. Ничего не известно о развитии или питании личинок этого вида.

## Угрозы и охранный статус
Статус популяции Epipedobates narinensis еще не оценивался МСОП. Однако близкородственный вид Epipedobates boulengeri, от которого отделился Epipedobates narinensis, был классифицирован как вызывающий наименьшее беспокойство (LC) из-за его широкого распространения, предполагаемой большой популяции и устойчивости к нарушению среды обитания. Хотя мало что известно о популяционных тенденциях по всему ареалу, Epipedobates narinensis может быть очень многочисленным на местном уровне.
Угрозы, с которыми сталкивается этот вид, включают: вырубку лесов из-за развития сельского хозяйства, посадку незаконных культур, потерю лесной среды обитания из-за вырубки леса, застройку для населенных пунктов, загрязнение из-за применения пестицидов / гербицидов на посевах и интродукции хищной рыбы в ручьях. Этот вид вылавливается для международной торговли домашними животными, но неизвестно, достаточно ли велика эта эксплуатация, чтобы представлять угрозу для популяции. Угрозу может представлять грибковое заболевание хитридиомикоз.

## Токсичность
Эпибатидин, химическое соединение, выделенное из Epipedobates anthonyi (первоначально считалось, что это франтоватый древолаз), обладает болеутоляющим действием, в 200 раз превышающим эффективность морфина. Однако маловероятно, что Epipedobates narinensis имеет столь же мощные токсины; его ближайший родственник Epipedobates boulengeri не содержит сильных алкалоидов в выделениях кожи.